# Respa
Respa est le nom d'un chef goth du milieu du IIIe siècle, cité par Jordanès.
Sous le règne de Gallien (253–268), il lance une attaque contre l'Empire romain, fragilisé par une longue période d'instabilité politique, et envahit la Thrace ; de là, il décide de mener une expédition en Asie Mineure.
Assisté par trois autres chefs goths, Veduco, Thuro et Varo, Respa s'empare de navires et traverse l'Hellespont (l'actuel détroit des Dardanelles). Il ravage l'ouest de l'Asie Mineure et pénètre jusqu'en Ionie, où il s'empare de la cité d'Éphèse, qui sera pillée et incendiée ; selon Jordanès, les Goths brûlèrent le célèbre temple de Diane, considéré dans l'Antiquité comme l'une des « Sept merveilles du monde ».
Respa remonte ensuite vers le nord, ravage Troie en cours de route, envahit la Bithynie, et saccage Chalcédoine. Chargé de butin, il repasse l'Hellespont et dévaste la Thrace, où il assiège et s'empare du port d'Anchialos (l'actuel Pomorié en Bulgarie), situé sur la mer Noire : « on rapporte, écrit Jordanès, que les Goths y restèrent plusieurs jours, se délectant à prendre des bains d'eaux chaudes qui sortent de leur source de feu à quinze milles de cette ville ». De là, ils regagnèrent leur pays, situé sur les rives occidentales et septentrionales de la mer Noire.
Cette expédition s'est probablement déroulée lors du règne du roi goth Cannabaudes (en) († 271), et avant la bataille de Naissus, où les Goths furent sévèrement battus après avoir une nouvelle fois franchi le Danube et envahi l'Empire romain, entre 267 et 269.

## Sources
- Jordanès, Histoire des Goths, XX.